# Szabadszállás
Szabadszállás è una città dell'Ungheria situato nella contea di Bács-Kiskun, nell'Ungheria meridionale di 6 221 abitanti (dati 2009)

## Società

### Evoluzione demografica
Secondo i dati del censimento 2001 il 95,3% degli abitanti è di etnia ungherese

## Amministrazione

### Gemellaggi
- Schönenberg-Kübelberg